# كأس السوبر السعودي 2014
كأس السوبر السعودي 2014 أقيمت بين بطل الدوري السعودي لموسم 2013–14 نادي النصر وبطل كأس الملك لموسم 2014 نادي الشباب.
وأقيمت المباراة بمدينة الرياض في ملعب الملك فهد الدولي بتاريخ 11 شوال 1435هـ الموافق 7 أغسطس 2014. حصل على لقب البطولة الشباب.
سجل النصر الهدف الأول في الدقيقة 13 من الشوط الأول عن طريق اللاعب محمد السهلاوي ، ثم سجل الشباب هدف التعادل في الدقيقة 20 من الشوط الأول عن طريق اللاعب نايف هزازي .حدثت حالة طرد للاعب النصر إبراهيم غالب في الدقيقة 97 لحصوله على البطاقة الصفراء الثانية. انتهت المباراة بركلات الترجيح بفوز نادي الشباب.

## أحداث المباراة
| النصر             | 1–1 | الشباب         |
| ----------------- | --- | -------------- |
| محمد السهلاوي 13' |     | 20' نايف هزازي |

## البطل
| كأس السوبر السعودي 2014 |
| ----------------------- |
| الشباب اللقب الأول      |
|                         |